# A Moça Que Veio de Longe
A Moça Que Veio de Longe é uma telenovela brasileira produzida pela extinta TV Excelsior e exibida de 5 de maio a 29 de julho de 1964 no horário das 19 horas, totalizando 52 capítulos. Foi escrita por Ivani Ribeiro e dirigida por Dionísio Azevedo, baseada no original de Abel Santa Cruz. Foi a primeira telenovela diária de grande audiência e destaque no Brasil.

## Sinopse
O amor impossível entre uma moça pobre e um homem rico. A empregada doméstica Maria Aparecida se apaixona pelo filho de seu patrão, Raul, e os dois têm que enfrentar os preconceitos para ficarem juntos.

## Elenco
| Ator/Atriz             | Personagem      |
| ---------------------- | --------------- |
| Rosamaria Murtinho     | Maria Aparecida |
| Hélio Souto            | Raul            |
| Flora Geny             | Teresa          |
| Lourdes Rocha          | Miriam          |
| Sílvio Francisco       | Pedro           |
| Neuza Amaral           | Regina          |
| Lourdinha Félix        | Lenita          |
| Renato Master          | Henrique        |
| Wilma de Aguiar        | Conceição       |
| Ivan Mesquita          | Nestor          |
| Edmundo Lopes          | Leopoldo        |
| Bentinho               | Júlio           |
| Cleyde Blota           | Elsa            |
| Gilberto Sálvio        | José Carlos     |
| Maria Aparecida Báxter |                 |
| Nívea Maria            | Ângela          |